# Knox (New York)
Knox è un comune degli Stati Uniti d'America, situato nello Stato di New York, nella contea di Albany.